# NGC 834
NGC 834 је спирална галаксија у сазвежђу Андромеда која се налази на NGC листи објеката дубоког неба.
Деклинација објекта је + 37° 39' 58" а ректасцензија 2h 11m 1,2s. Привидна величина (магнитуда) објекта NGC 834 износи 13,0 а фотографска магнитуда 13,8. Налази се на удаљености од 50,343 милиона парсека од Сунца. NGC 834 је још познат и под ознакама UGC 1672, MCG 6-5-99, CGCG 522-128, IRAS 02080+3725, ARAK 77, KUG 0208+374, PGC 8352.